# HMS Urge (N17)
Lo HMS Urge (N17) fu un sommergibile appartenente al Gruppo 2 della classe U della Royal Navy, costruito dalla Vickers-Armstrongs presso i cantieri di Barrow-in-Furness. La sua realizzazione fu in parte finanziata da una raccolta fondi svolta nella città gallese di Bridgend. Il vascello fu impostato il 30 ottobre del 1939 ed entrò in servizio il 12 dicembre 1940. Svolse la propria attività operativa nelle acque del Mar Mediterraneo contro il naviglio italiano impegnato nelle operazioni di rifornimento verso la Libia italiana. Proprio durante una di queste missioni scomparve nelle profondità del mare verso la fine dell'aprile 1942, in circostanze mai chiarite con certezza.
Fu uno dei quattro sottomarini di classe U che avevano tubi di lancio per siluri esterni in aggiunta ai 4 interni inseriti in tutte le navi, ma questa modifica venne esclusa dalle unità successive perché interferivano con il mantenimento della quota alla profondità di periscopio. 

## Carriera
Durante il suo trasferimento nel Mediterraneo, l'Urge al comando del capitano di corvetta Edward P. Tomkinson, riuscì ad affondare la petroliera italiana Franco Martelli in navigazione nel golfo di Biscaglia nell'aprile 1941, mentre tra le varie azioni nel Mediterraneo si possono ricordare il danneggiamento della nave passeggeri italiana Aquitania e del mercantile, sempre italiano, Marigola, che venne affondato solo successivamente dall'azione di un aerosilurante britannico il 24 settembre 1941. Al mattino del 14 dicembre l'Urge riuscì a colpire con un siluro la corazzata Vittorio Veneto in navigazione come scorta indiretta nell'ambito dell'operazione M41 che prevedeva l'invio di un importante convoglio di rifornimento in Libia; il sommergibile riuscì a eludere la protezione delle cacciatorpediniere e dei velivoli antisommergibile e a colpire la corazzata italiana nell centro dello scafo, costringendo la nave a sottoporsi ad un periodo di riparazioni a Taranto che gli impedì di partecipare alla prima battaglia della Sirte che scaturì proprio durante la seguente missione di protezione al convoglio, che dopo un primo annullamento fu rinominata M42. Il 1º aprile 1942 riuscì ad affondare nei pressi dell'isola di Stromboli l'incrociatore leggero Giovanni delle Bande Nere che stava compiendo una navigazione di trasferimento tra Messina e La Spezia per eseguire le riparazioni che aveva subito navigando in acque tempestose durante la seconda battaglia della Sirte. Spezzata in due l'unità affondò in pochi minuti portando con sé 287 marinai. 

### L'affondamento
All'alba del 27 aprile 1942 l'Urge partì dalla base di Malta con l'ordine di dirigere su Alessandria, seguendo una rotta pressoché diretta. E fu proprio durante questa missione che del sommergibile si persero per sempre le tracce. Dai documenti e grazie alle ricerche archivistiche dello storico Francesco Mattesini, risulta che alle 08:15 dello stesso giorno il motoveliero italiano San Giusto partì da Navarino nel Peloponneso, diretto a Derna, e nella notte tra il 28 e 29 aprile si unì a cinque motozzattere tedesche di tipo MFP-A, partite da Bengasi, formando un piccolo convoglio diretto a Derna. All'alba del 29 aprile iniziarono le azioni di scorta aerea al convoglio da parte della 153ª Squadriglia della Regia Aeronautica, e alle 08:10 dello stesso giorno, a circa 5 chilometri a nord-est di Ra's Al Hilal il sergente Igino Marzoli, al comando di un C.R.42, avvistò un sommergibile emerso che cannoneggiava il convoglio, e vi sganciò in picchiata due bombe 50T da 58 kg del tipo "Torpedine": in pratica due piccole bombe di profondità. Secondo il resoconto della 5ª Squadra aerea in Nordafrica, l'esito dell'attacco di Marzoli non fu accertato, ma sia da un'altra relazione italiana, sia da un messaggio di Eberhard Weichold diretto al capitano di fregata Umberto Del Grande di Supermarina, risulta che un sommergibile britannico fu effettivamente attaccato da un aereo italiano, sostituendo la tesi data buona per molto tempo, che il sommergibile fosse affondato a causa dello scontro con una mina dello sbarramento "MT 13" posato dalle forze dell'Asse al largo di Malta.
Verosimilmente l'Urge, durante il suo trasferimento da Malta ad Alessandria, il 28 aprile venne dirottato da un ordine via radio (originato probabilmente da un'intercettazione di Ultra) verso le coste di Ra's Al Hilal per intercettare il motoveliero italiano che trasportava a Derna un carico ritenuto importante. Questa importanza derivò probabilmente dal fatto che Ultra riuscì a intercettare una serie di messaggi che rivelavano uno speciale interesse per la missione del San Giusto condivisa durante una riunione del comando supremo italiano a cui parteciparono Ugo Cavallero, Albert Kesselring, i capi e sottocapi delle forze armate italiane oltre che il rappresentante dell'OBS al comando supremo italiano, Rudolf Wenninger e il già citato comandante della marina tedesca in Italia Weichold. In quelle ore l'unità più vicina al convoglio era l'Urge, e al comandante Tomkinson fu ordinato di navigare verso Ra's Al Hilal, dove all'alba del 29 aprile avvistò il convoglio San Giusto. Dopo essere stato avvistato e preso di mira dalle bombe del sergente Marzoli, che secondo lo stesso pilota caddero a circa 30 metri dal sommergibile apparentemente senza provocare danni, nelle ore successive altri cinque C.R.42 sganciarono altre dieci bombe 50T nell'area dove era stato avvistato il sommergibile. Il 1º maggio il capo di stato maggiore della Regia Marina Arturo Riccardi, annunciò con soddisfazione alla riunione del comando supremo che il San Giusto era arrivato a Derna con le mine che trasportava.

### Il presunto ritrovamento
Non è possibile dunque individuare con certezza quale sia stata la causa precisa della perdita dell'Urge; se il sommergibile sia affondato per i danni causati dalla concussione delle prime due bombe, o se, per esempio, durante la fase di immersione sia accaduto qualche inconveniente tecnico oppure se il vascello sia stato colpito da una delle bombe sganciate dagli altri aerei italiani. L'unico modo per sciogliere ogni dubbio sarebbe una missione di ricerca nell'area dove nell'agosto del 2012 l'archeologo subacqueo Jean-Pierre Misson trovò il relitto a 47 metri di profondità di un sommergibile della classe U, posto proprio a circa un miglio dalla costa di Ra's Al Hilal. Però, data la guerra civile che dal 2014 sconvolge la Libia, un'esplorazione sul relitto non fu effettuabile. Questo relitto era in realtà quello del sottomarino tedesco U 205 affondato nel 1943 e già esaminato dai sommozzatori britannici del Cdr Bartlett. Il relitto dell'HMS Urge fu successivamente ritrovato al largo di Malta nel 2019.